# 羽田由香
羽田 由香（はねだ ゆか）は、日本の女性声優。以前は、エーエス企画に所属していた。

## 出演作品

### ゲーム
2005年
- エスプガルーダII 〜覚聖せよ。生まれし第三の輝石〜（セセリ[2][3]）※アーケード

2006年
- ピンクスゥイーツ 〜鋳薔薇それから〜（フリージア＝フリーダム[2][4]）※アーケード

2010年
- エスプガルーダII ブラックレーベル（セセリ）※Xbox 360・iPhone

2011年
- ピンクスゥイーツ ～鋳薔薇それから～（フリージア＝フリーダム）※Xbox 360

### その他
- ラジオ番組：FM世田谷「トークひぽぽたます」初代アシスタント[5]
- 朗読：FM世田谷「怪奇の宴」[1]
- 企業教育用ソフト[1]
- 携帯ボイス：「チャク萌え」さくら 役[2]
- 吹き替え：ロシア特殊部隊スペツナズ[1]